# Always Summer
Always Summer è un singolo promozionale degli Yellowcard, pubblicato il 22 maggio 2012 come prima canzone tratta dall'album del 2012 Southern Air. È il primo singolo pubblicato con il nuovo bassista Josh Portman, che aveva sostituito Sean O'Donnell alcuni mesi prima a causa degli impegni di quest'ultimo che non gli avrebbero permesso di dedicarsi a tempo pieno alla band.
La canzone è stata ospitata in anteprima su AbsolutePunk il 21 maggio 2012 alle 20 ora locale. In meno di un minuto i collegamenti al sito hanno raggiunto un numero tanto elevato da causare un crash al server, che si è protratto per circa quindici minuti prima che il sito ritornasse disponibile. Il giorno successivo è stata messa in vendita su iTunes. Always Summer nella sua veste acustica figura anche sulla compilation Love Is Hopeless 2013.

## Testo
Il testo della canzone è carico di ottimismo e positività. Si legge nella prima strofa un velato accenno alle difficoltà passate dalla band e dal cantante Ryan Key negli anni successivi a Lights and Sounds, ma questo è confinato al passato per lasciar spazio al presente, ricco di cose felici e vissuto con la consapevolezza che anche nei momenti più complicati c'è sempre qualcuno pronto ad aiutarti. Il fatto di non avere più nulla da perdere (perché già perso tutto quanto in precedenza) è un ulteriore segno di positività, perché gli permette di vivere le cose (musica compresa) con più serenità. La canzone si configura come una sorta di inno all'ottimismo e alla felicità, tipicamente associati all'idea dell'estate (con la quale gli stessi Yellowcard sono stati spesso associati).

## Video musicale
Il video è stato diretto da Robby Starbuck (che aveva già diretto quello per Sing for Me) ed è uscito il 20 giugno 2012. Si tratta del primo video in cui compare Josh Portman. Il video inizia in silenzio, poi si attiva la musica quando Ryan Key preme il pulsante di accensione. La maggior parte del video riprende la band mentre suona la canzone in un seminterrato con dell'acqua che scorre sul pavimento, ma sono intercalate varie scene che mostrano gli "usi ideali" che si possono fare di questa canzone così allegra ed estiva: ballarla in spiaggia con le amiche, ascoltarla nelle cuffie mentre si fa jogging o meglio ancora in auto coi finestrini abbassati e cantandola con tutta la passione in corpo (specialmente dopo essersi tolti la giacca e la cravatta ed essere rimasti con una molto più pratica T-shirt). Il televisore nel quale vengono trasmesse le immagini della band che suona è lo stesso utilizzato nel video di Here I Am Alive, quando Ryan e Tay Jardine portano i loro due alter ego bambini a vedere le immagini sempre degli Yellowcard in azione.

## Formazione
- Ryan Key – voce e chitarra elettrica
- Sean Mackin – violino e seconde voci
- Longineu Parsons III – batteria
- Ryan Mendez – chitarra elettrica
- Josh Portman – basso